# Catedral de Nossa Senhora da Penha da França de Crato

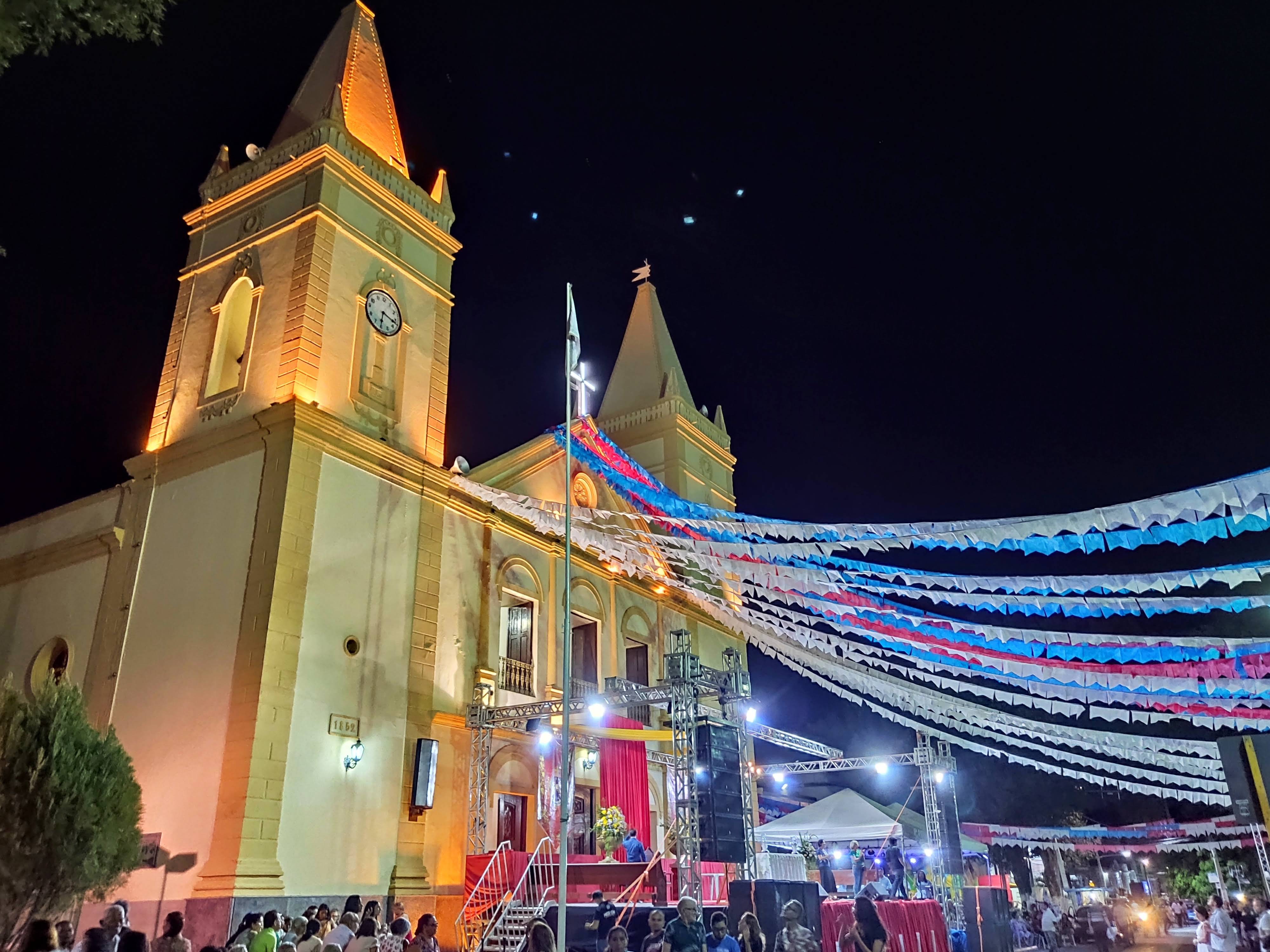
Visão da igreja à noite

A Sé Catedral Nossa Senhora da Penha é a sé do bispado da Diocese do Crato. Foi construída em 1745 e reformada em 1817. Sua ereção canônica como Paróquia se deu em 4 de janeiro de 1768.

## Histórico

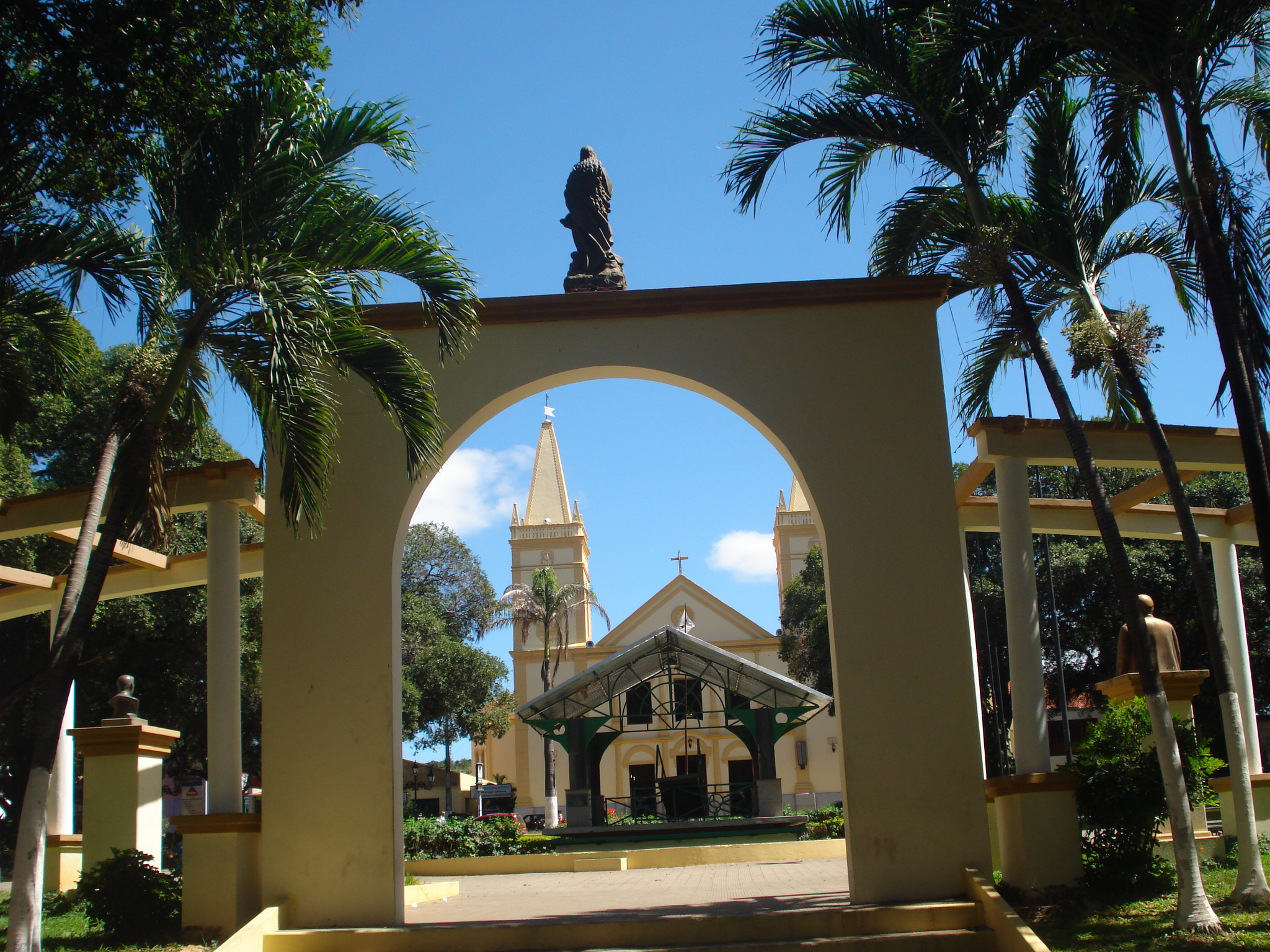
A Praça da Sé, no centro comercial da cidade, com a catedral ao fundo.

Foi o primeiro templo católico erguido no Crato, numa área cedida pelo capitão-mor Domingos Álvares de Matos e sua mulher, Maria Ferreira da Silva. Em 1745 os frades Carlos Maria de Ferrara e Fidélis de Sigmaringa, que haviam sido enviados à região para catequizar os índios Cariris, ergueram a construção, com paredes de taipa e chão de terra batida, e a dedicaram a Nossa Senhora da Penha de França.
Em 1817 foi inaugurada a sede atual, que ganhou o status de catedral em 1914, quando foi criada a diocese do Crato.
"Segundo o pesquisador e historiador Padre Antônio Gomes de Araújo, desde 1762 a autoridade diocesana – o Bispo de Olinda – já havia decidido pela criação da Paróquia de Nossa Senhora da Penha, na Missão do Miranda. “Entretanto, a nova entidade administrativa eclesiástica continuou subordinada a sua congênere de Missão Velha até 1768”.
Deste modo, a data de 04 de janeiro de 1768 é considerada, oficialmente, como a data da ereção canônica da Freguesia (Assim era a denominação das Paróquias no século 18) de Nossa Senhora da Penha de Crato. Ela foi criada pelo 8º Bispo de Olinda e Recife, Dom Francisco Xavier Aranha, que governou a Diocese entre 1754 e 1771. Em 4 de janeiro de 1768 a Paróquia foi oficialmente instalada pelo visitador, Pe. José Teixeira de Azevedo.
A Paróquia de Nossa Senhora da Penha foi a segunda criada no Cariri. A primeira foi a Paróquia de Nossa Senhora da Luz, de Missão Velha, que posteriormente mudou a denominação para Paróquia de São José dos Cariris Novos, tendo São José como novo padroeiro.
Apesar de ter 149 anos de sua criação oficial, a Paróquia de Nossa Senhora da Penha só teve 25 vigários (hoje chamados párocos), pois muitos deles tiveram longo paroquiado, principalmente no Brasil Colônia e Brasil Império quando a Igreja era ligada ao Estado e os párocos eram nomeados “Vigários Colados” pelo Rei ou Imperador."
Quem foram os Párocos da atual Catedral de Crato
1º) Padre Manoel Teixeira de Morais
2º) Padre Antônio Lopes de Macêdo Júnior
3º) Padre Antônio Teixeira de Araújo
4º) Padre Antônio Leite de Oliveira
5º) Padre Miguel Carlos da Silva Saldanha
6º) Padre Miguel Felipe Gonçalves
7º) Padre Pedro Antunes de Alencar Rodovalho
8º) Padre Joaquim Ferreira Lima
9º) Padre João Marrocos Teles
10º) Padre Manuel Joaquim Aires do Nascimento
11º) Padre Antônio Fernandes da Silva Távora
12º) Padre Antônio Alexandrino de Alencar
13º) Padre Quintino Rodrigues de Oliveira e Silva (depois nomeado primeiro Bispo de Crato)
14º) Padre Pedro Esmeraldo da Silva
15º) Monsenhor Joviniano Barreto
16º) Padre Plácido Alves de Oliveira
17º) Monsenhor Francisco de Assis Feitosa
18º) Padre Luiz Antônio dos Santos
19º) Monsenhor Rubens Gondim Lóssio
20º) Monsenhor João Bosco Cartaxo Esmeraldo
21º) Monsenhor José Honor de Brito Filho
22º) Padre Frei Joaquim Dalmir Pinheiro de Almeida, OFMCap
23º) Padre José Josias Gomes de Araújo
24º) Padre Francisco Edimilson Neves Ferreira (depois nomeado Bispo de Tianguá)
25º) Padre José Vicente Pinto de Alencar da Silva (depois nomeado Bispo de Salgueiro)

## Eventos
Foi na então Matriz de Nossa Senhora da Penha que o Padre Cícero celebrou a sua primeira missa, em 1871.
No mesmo local, em 3 de maio de 1817, o padre José Martiniano de Alencar, um dos revoltosos da Revolução Pernambucana, deu o que alguns historiadores consideram o primeiro grito de independência do Brasil.